# Grado musical
El grado musical o grado de la escala es la posición de cada nota dentro de una escala musical en el sistema tonal.
Por extensión, en la armonía funcional se habla de grado armónico para referirse a los acordes construidos dentro de una tonalidad a partir de las notas de su escala diatónica (es decir, armonizando la escala y tomando dichas notas como fundamental del acorde).
Los grados se designan mediante números romanos correlativos I, II, III, IV, V, VI y VII. En un contexto diatónico existen siete notas y aunque las escalas se suelen cantar repitiendo la primera nota a la octava superior después de la séptima, no se trata de un grado distinto.

## Terminología
No existe un acuerdo absoluto en cuanto a la utilización del término grado.
Tradicionalmente se ha denominado grado a la posición de las notas o alturas (un único sonido) de una escala musical dada.

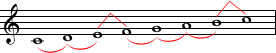
Una escala mayor C (Do).

En la actualidad esta acepción tradicional no es compartida por ciertos autores, que prefieren hablar de notas o sonidos de la escala y reservar el uso del término grado para los acordes (un conjunto de sonidos) de una tonalidad.

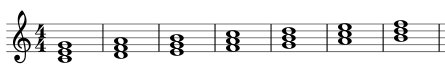
Tríadas.

Por ejemplo, en la escala de do mayor los distintos grados corresponden a las siguientes notas (o acordes):
- I Grado: do (do Mayor) (Primer grado)
- II Grado: re (re menor) (Segundo Grado)
- III Grado: mi (mi menor) (Tercer Grado)
- IV Grado: fa (fa Mayor) (Cuarto Grado)
- V Grado: sol (sol Mayor) (Quinto Grado)
- VI Grado: la (la menor) (Sexto Grado)
- VII Grado: si (si disminuido) (Séptimo Grado)

Cuando se hace referencia a notas, la distancia entre dos grados se llama intervalo. Así, en una escala diatónica mayor existe una distancia de semitono entre los grados III y IV y entre los grados VII y la repetición del I. Entre el resto de grados la distancia es de un tono.

## Nombres de los grados
Cada grado de una escala o acorde recibe tradicionalmente los siguientes nombres.
- I Tónica
- II Supertónica
- III Mediante
- IV Subdominante
- V Dominante
- VI Superdominante o submediante
- VII Sensible (en la escala diatónica mayor) o subtónica (en la escala diatónica menor)

| Grado | Nombre                                                                                   |
| ----- | ---------------------------------------------------------------------------------------- |
| I     | Tónica                                                                                   |
| II    | Supertónica                                                                              |
| III   | Mediante                                                                                 |
| IV    | Subdominante o sensible modal                                                            |
| V     | Dominante                                                                                |
| VI    | Superdominante o submediante                                                             |
| VII   | Sensible tonal (en la escala diatónica mayor) o Subtónica (en la escala diatónica menor) |
| VIII  | Tónica (vuelve a ser el I)                                                               |

## Términos relacionados

### Grados conjuntos y disjuntos
Tradicionalmente se ha utilizado el término grado conjunto para denominar al grado inmediatamente anterior o posterior a la nota que se toma como referencia. Por lo tanto es sinónimo de intervalo de segunda. Por el contrario el grado no adyacente a la nota que se toma como referencia se ha llamado grado disjunto.
Es habitual encontrarse con la expresión "una melodía evoluciona por grados conjuntos" para referirse a una sucesión de notas adyacentes en la melodía, sin saltos, aunque esta expresión no es aceptada como correcta por todos los músicos.